# قمة مجموعة العشرين في نيودلهي 2023
قمة مجموعة العشرين في نيودلهي 2023 ( بالهندية : 2023 G20 नई शिकर सम्मेलन) هو الاجتماع الثامن عشر القادم لمجموعة العشرين (مجموعة العشرين)، وهي قمة من المقرر عقدها في مركز بهارات ماندابام الدولي للمعارض والمؤتمرات (IECC)، ميدان براغاتي ، نيودلهي عام 2023.  وستكون هذه أول قمة لمجموعة العشرين تعقد في الهند وكذلك في جنوب آسيا .

## رئاسة القمة
ومن المقرر أن يرأس قمة مجموعة العشرين في نيودلهي رئيس الوزراء الهندي ناريندرا مودي .
بدأت رئاسة الهند في 1 ديسمبر 2022، حتى انعقاد القمة في الربع الثالث من عام 2023. وأقيمت مراسم تسليم الرئاسة، حيث تم تسليم مطرقة رئاسة مجموعة العشرين من الرئيس الإندونيسي جوكو ويدودو إلى رئيس الوزراء الهندي ناريندرا مودي في ختام قمة بالي . وتولت إندونيسيا الرئاسة في عام 2022.

## أولويات جدول الأعمال
وضعت مجموعة العشرين في الهند ست أولويات في جدول أعمال حوار مجموعة العشرين في عام 2023:
- التنمية الخضراء، وتمويل المناخ، والحياة
- نمو سريع وشامل ومرن
- تسريع التقدم في أهداف التنمية المستدامة
- التحول التكنولوجي والبنية التحتية العامة الرقمية
- المؤسسات المتعددة الأطراف في القرن الحادي والعشرين
- التنمية التي تقودها المرأة
- ويقول مسؤولون إن انضمام الاتحاد الأفريقي إلى مجموعة العشرين قد يحدث، مما يمنحه حقوق التصويت. وتؤيد دول مجموعة العشرين هذا الاقتراح. قرار قيد الانتظار. إنه أحد جدول الأعمال الرئيسي في قمة مجموعة العشرين في دلهي.[9]

في مقابلة أجريت معه في 26 أغسطس 2023، أعرب رئيس الوزراء ناريندرا مودي عن تفاؤله بشأن تطور أجندة دول مجموعة العشرين تحت رئاسة الهند، والتحول نحو نهج تنمية يركز على الإنسان ويتماشى مع اهتمامات الجنوب العالمي ، بما في ذلك معالجة تغير المناخ وإعادة هيكلة الديون . من خلال الإطار المشترك للديون لمجموعة العشرين، واستراتيجية لتنظيم العملات المشفرة العالمية.

## خلفية
وفي الأصل، كان من المقرر أن تستضيف الهند قمة مجموعة العشرين في عام 2021 وإيطاليا في عام 2022. في قمة مجموعة العشرين في بوينس آيرس 2018 في الأرجنتين، قال رئيس الوزراء ناريندرا مودي إنه طلب من إيطاليا استضافة القمة في عام 2021 والسماح للهند باستضافتها في عام 2022، بمناسبة مرور 75 عامًا على استقلال الهند. وافقت إيطاليا على السماح للهند باستضافة قمة مجموعة العشرين في عام 2022 بدلاً منها بسبب الزخم في العلاقات الثنائية.
ومع ذلك، بعد طلب قدمته وزيرة الخارجية الإندونيسية ريتنو مارسودي ، تبادلت الهند رئاستها لمجموعة العشرين مع إندونيسيا لأن إندونيسيا ستتولى أيضًا رئاسة رابطة دول جنوب شرق آسيا ( الآسيان ) في عام 2023.

## معارضة
عُقدت قمة مضادة بعنوان "قمة نحن شعب 20" في دلهي في 18 أغسطس 2023، بحضور ما بين 400 إلى 500 مشارك يمثلون أكثر من 70 من "الحركات الشعبية والنقابات العمالية ومنظمات المجتمع المدني" الذين حضروا الحدث. تم عقده لانتقاد الطبيعة النيوليبرالية والنخبوية والإقصائية لمجموعة العشرين، بدعوى أن جهودها لحماية البيئة لم تكن كافية، وكذلك حكومة مودي لاستخدامها الحدث لتعزيز أهدافها السياسية، وإنفاق مبالغ كبيرة على الإعلانات. وتهجير الآلاف من الفقراء كجزء من التجديدات التي تم إجراؤها استعدادًا للقمة. وكان من المقرر أن تستمر القمة حتى 26 أغسطس، ولكن تم إغلاق المكان في اليوم الثاني من قبل الشرطة لأنه لم يتم منح الإذن بالحدث. بعد رفض الإذن في اليوم التالي، اضطر الحدث إلى الانتهاء مبكرًا، مما أدى إلى انتقاد رد فعل الحكومة من قبل الحاضرين والمعلقين الآخرين كجزء من التراجع الديمقراطي المستمر في الهند.

## القادة المشاركون المتوقعون

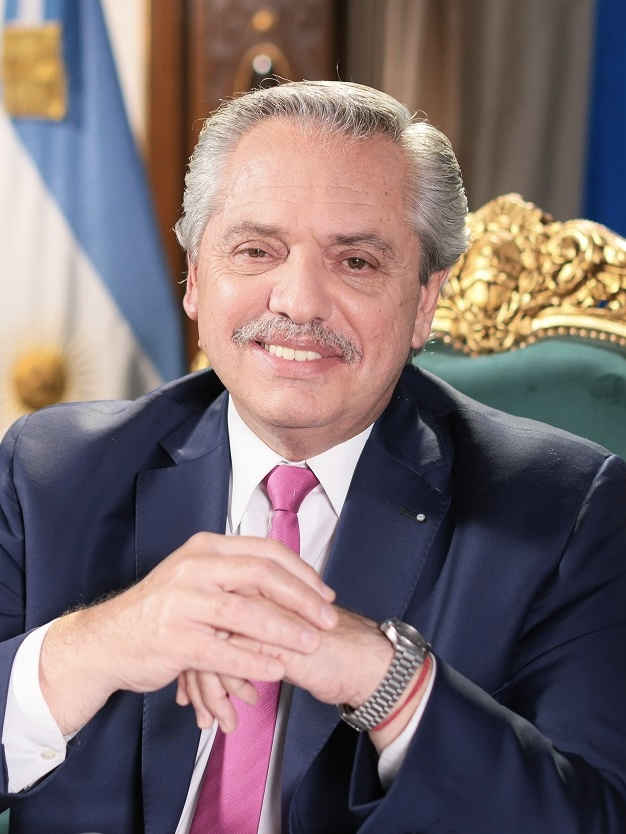
الأرجنتين، ألبرتو فرنانديز، رئيس
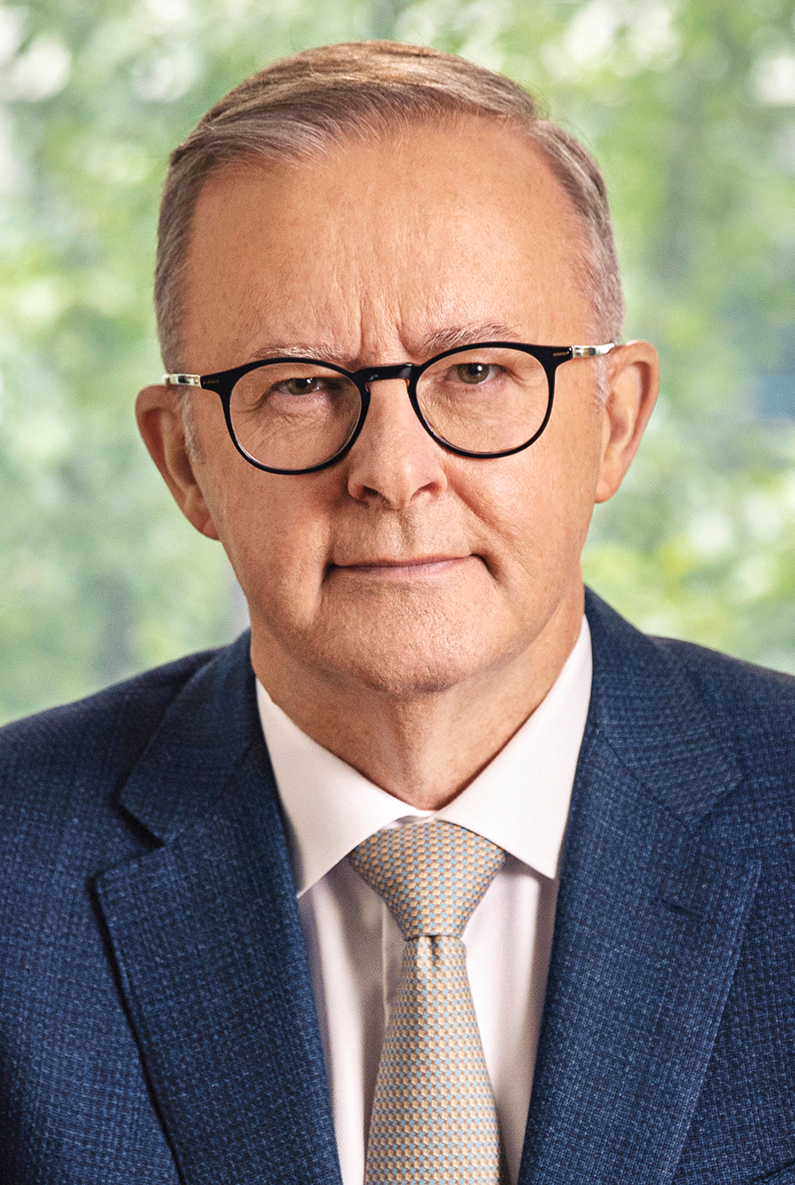
أستراليا، أنتوني ألبانيز، رئيس الوزراء
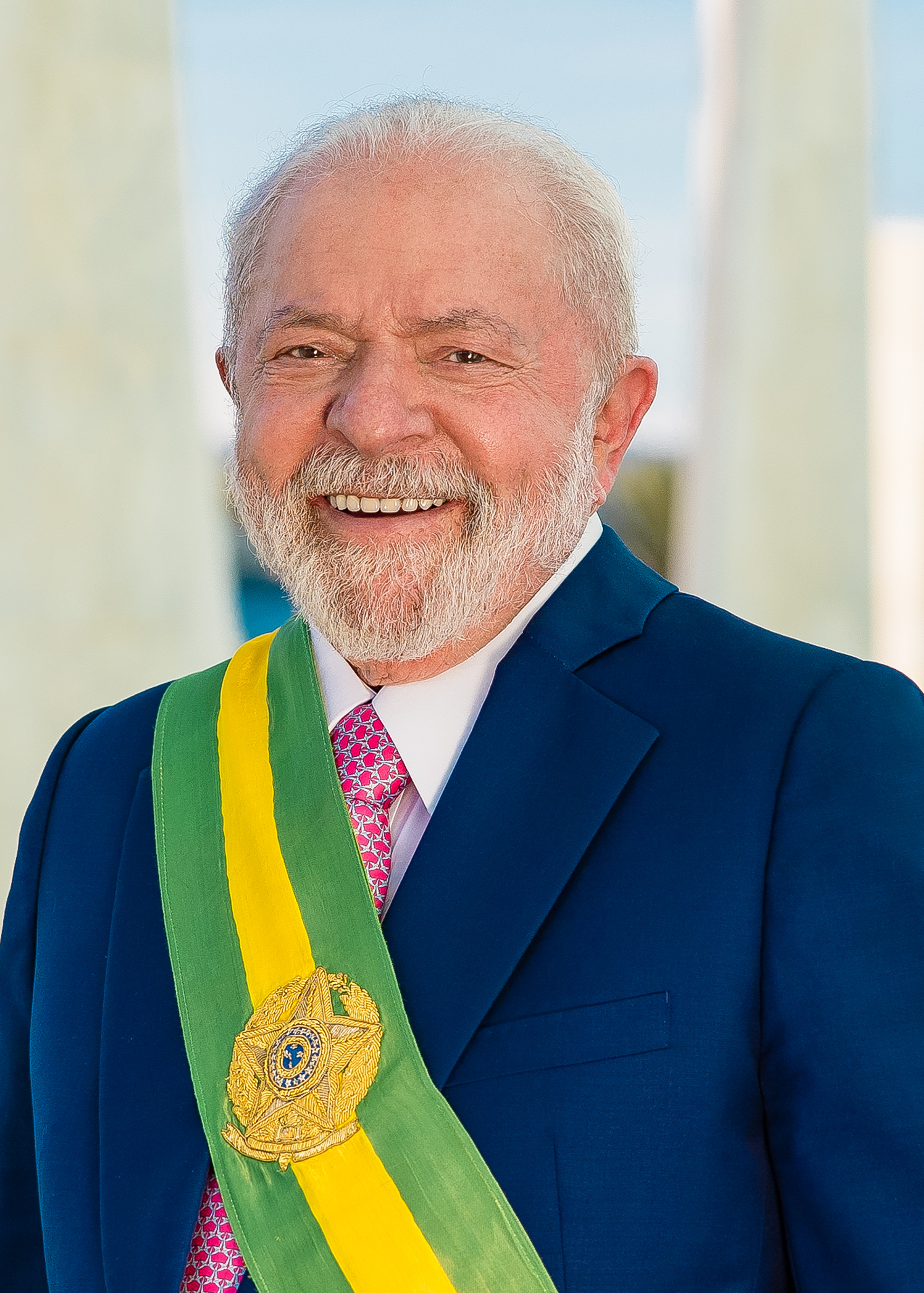
البرازيل، لويس إيناسيو لولا دا سيلفا، رئيس
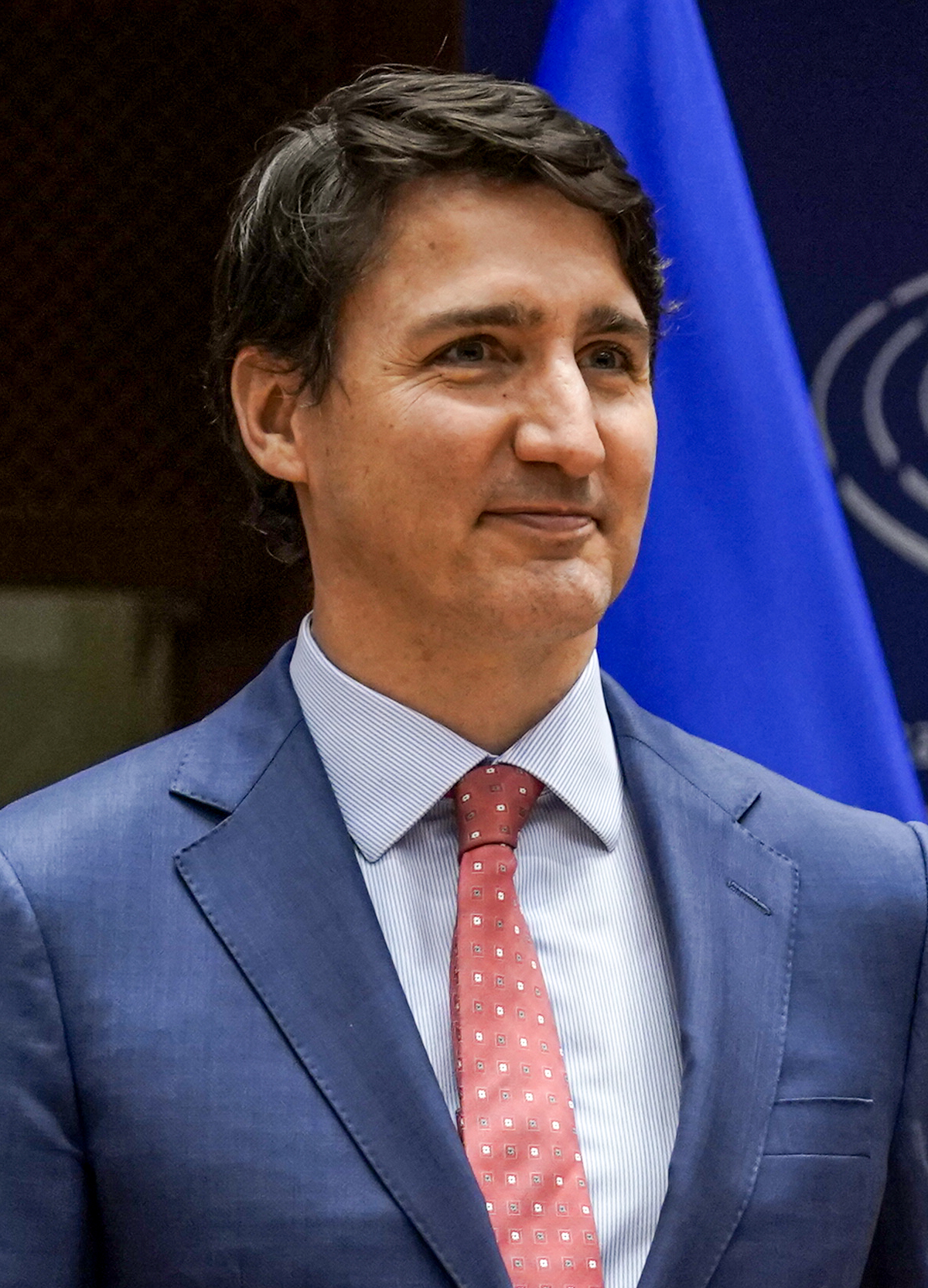
كندا، جاستن ترودو، رئيس الوزراء
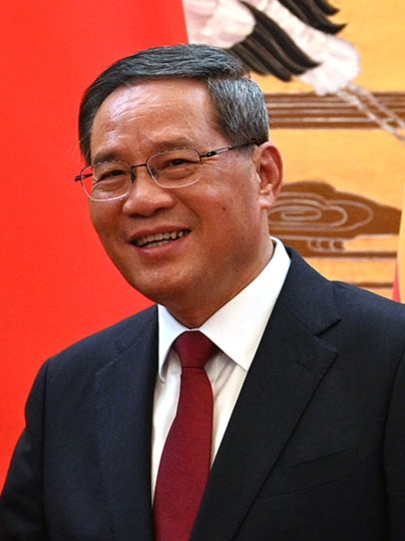
الصين، لي تشانغ، رئيس مجلس الدولة الصيني
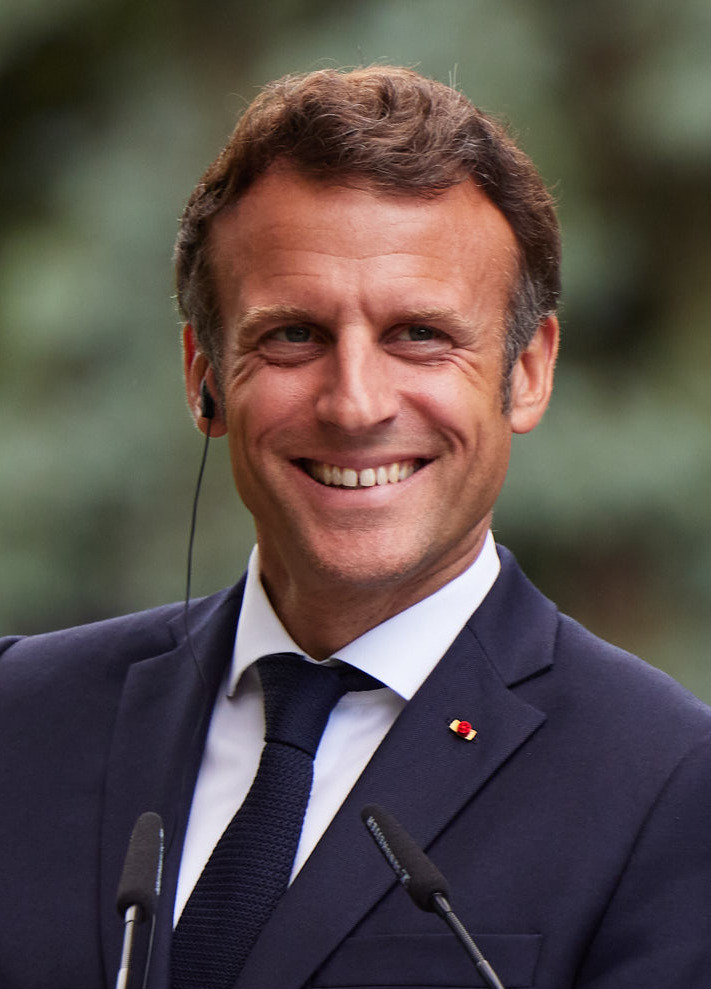
فرنسا، إيمانويل ماكرون، رئيس
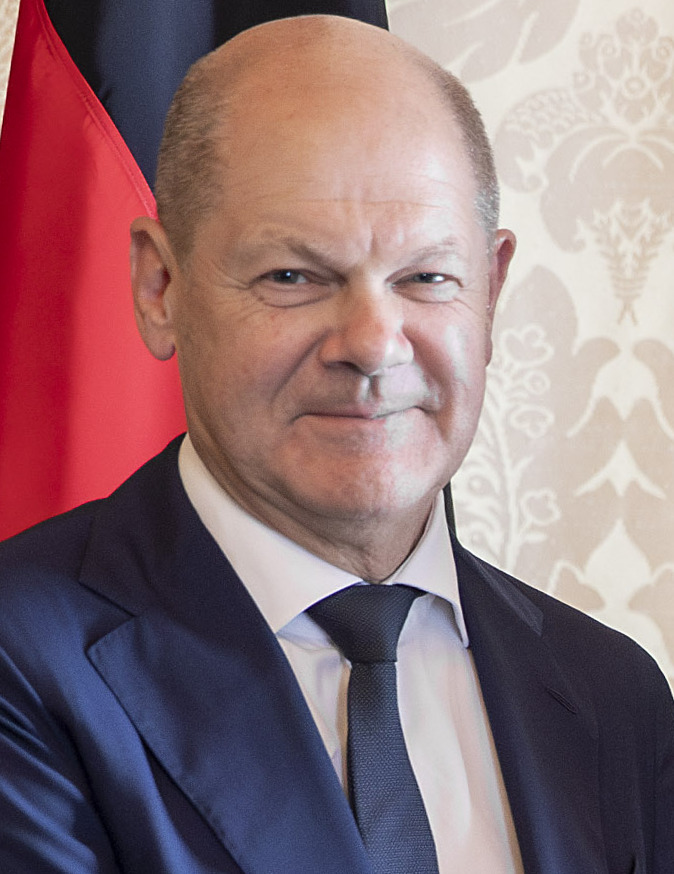
ألمانيا، أولاف شولتس، مستشار
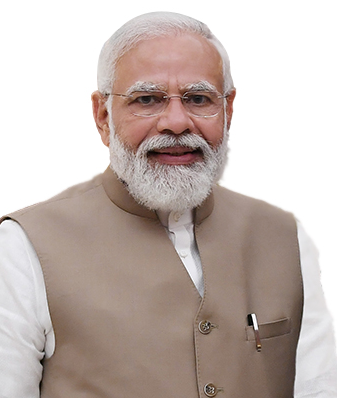
الهند، ناريندرا مودي، رئيس الوزراء (المضيف)
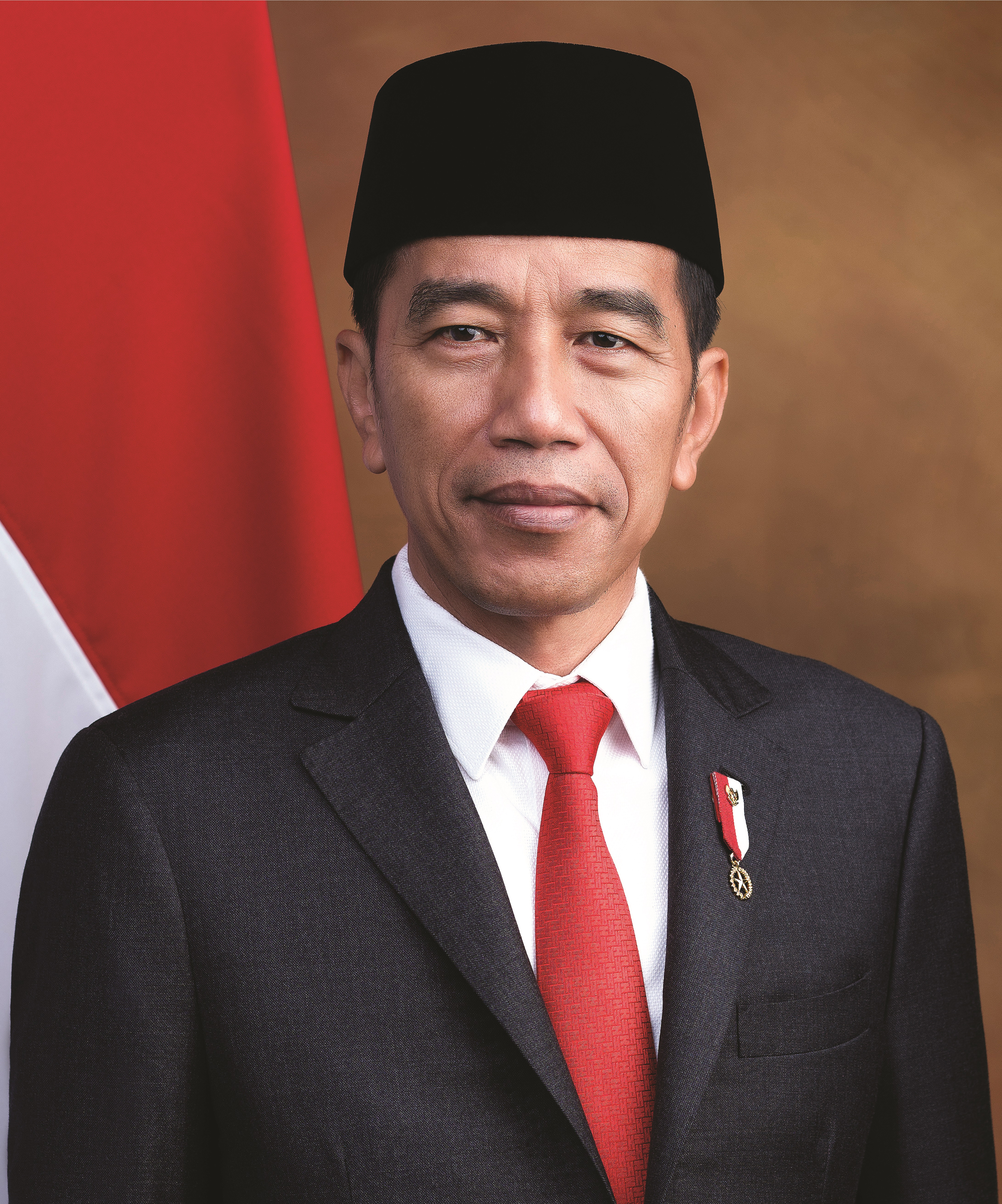
إندونيسيا، جوكو ويدودو، رئيس، رئيس رابطة دول جنوب شرق آسيا (آسيان).
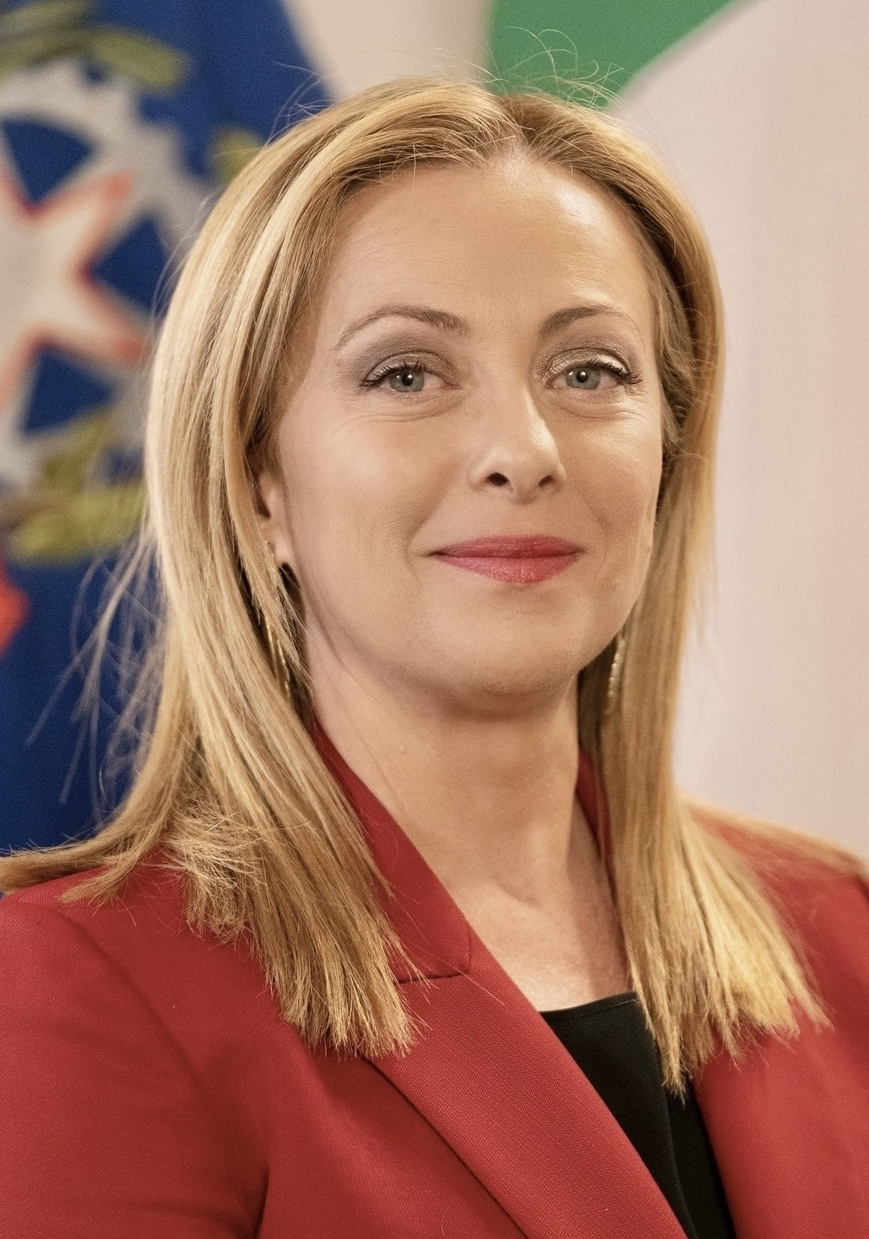
إيطاليا، جورجا ملوني، رئيس الوزراء  مضيف قمة مجموعة السبع الـ50
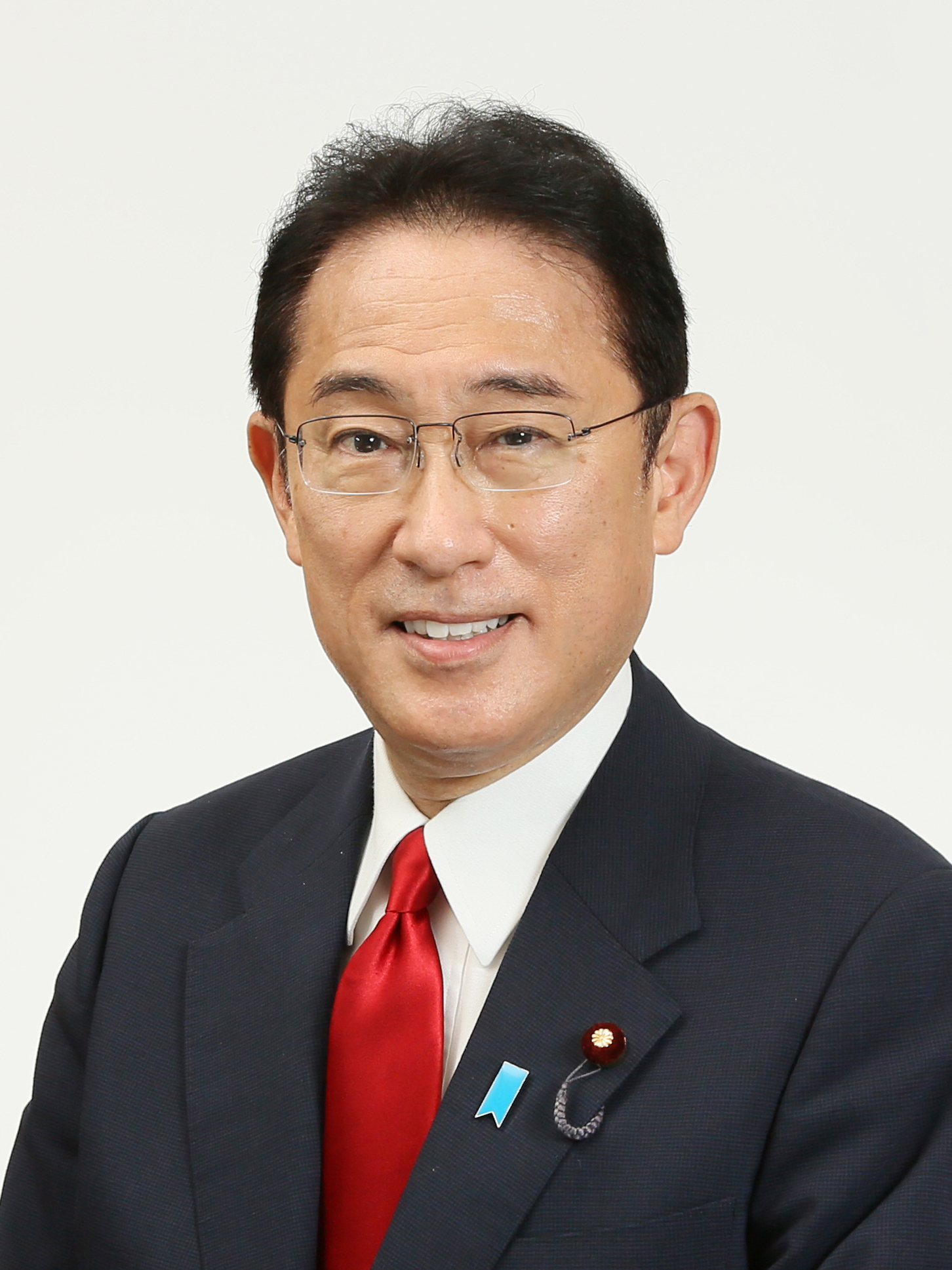
اليابان، فوميو كيشيدا، رئيس الوزراء  مضيف قمة مجموعة السبع الـ49
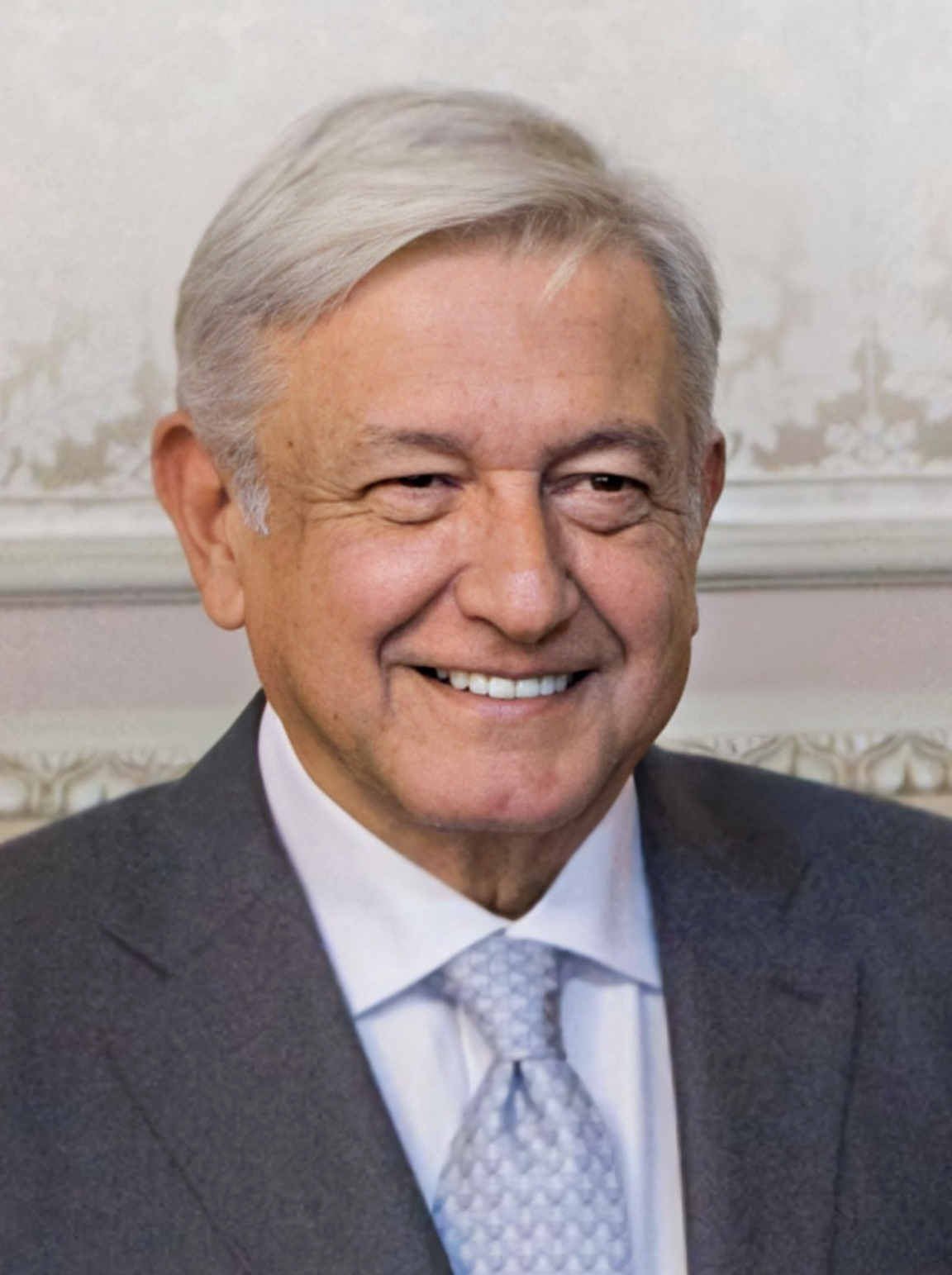
المكسيك،أندريس مانويل لوبيس أوبرادور، رئيس
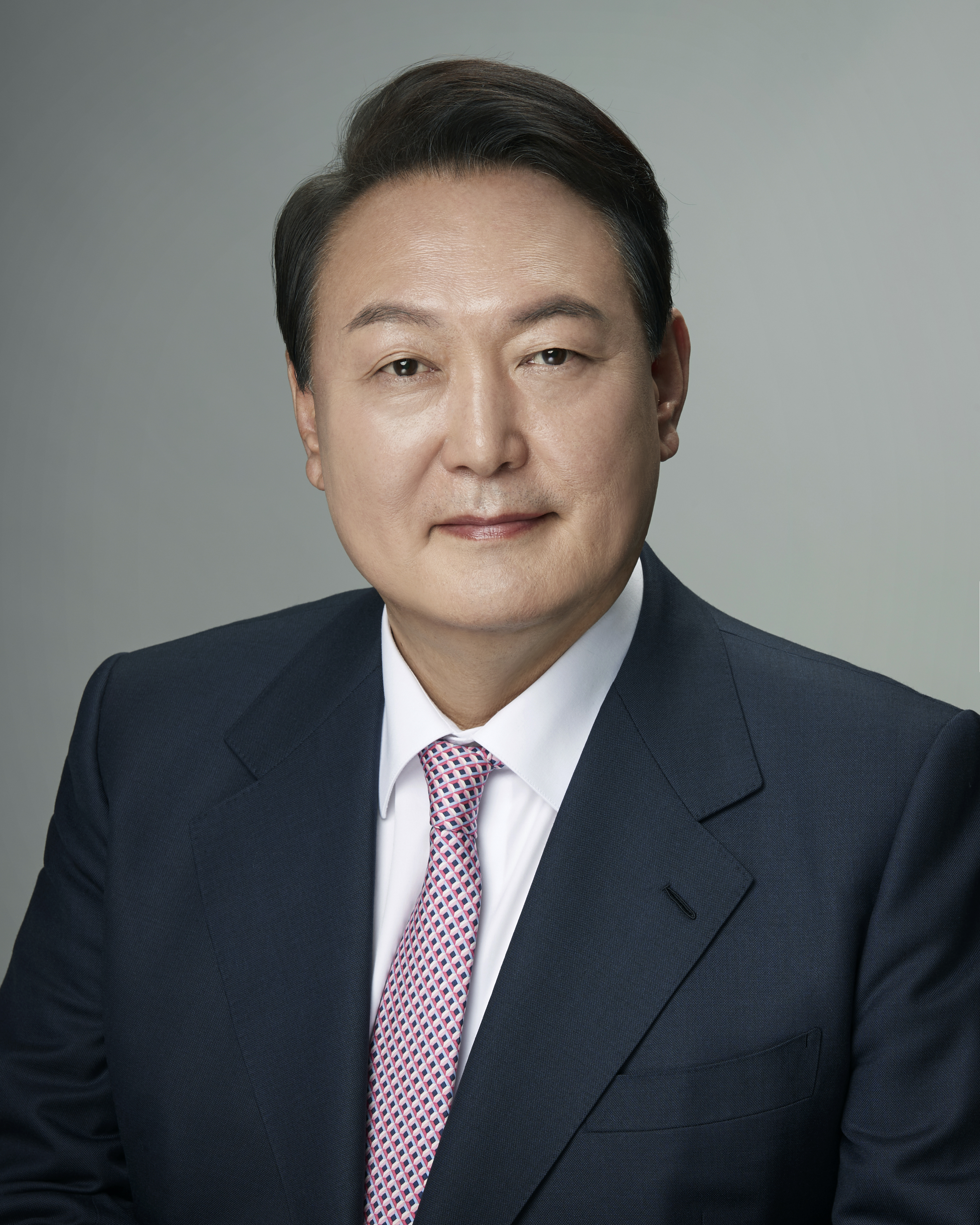
كوريا الجنوبية،يون سوك يول، رئيس
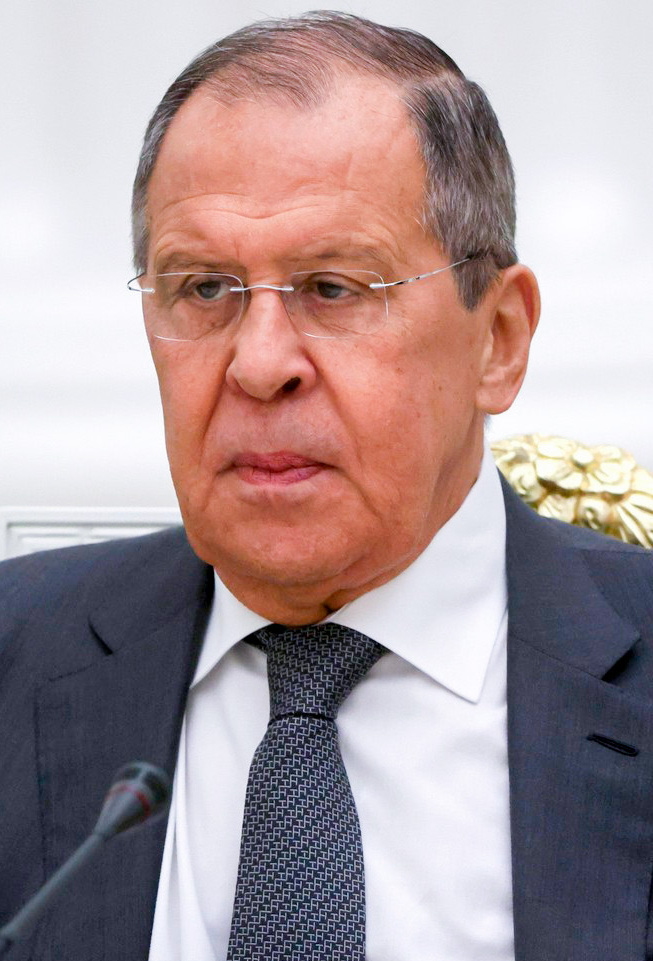
روسيا، سيرجي لافروف، وزير الخارجية
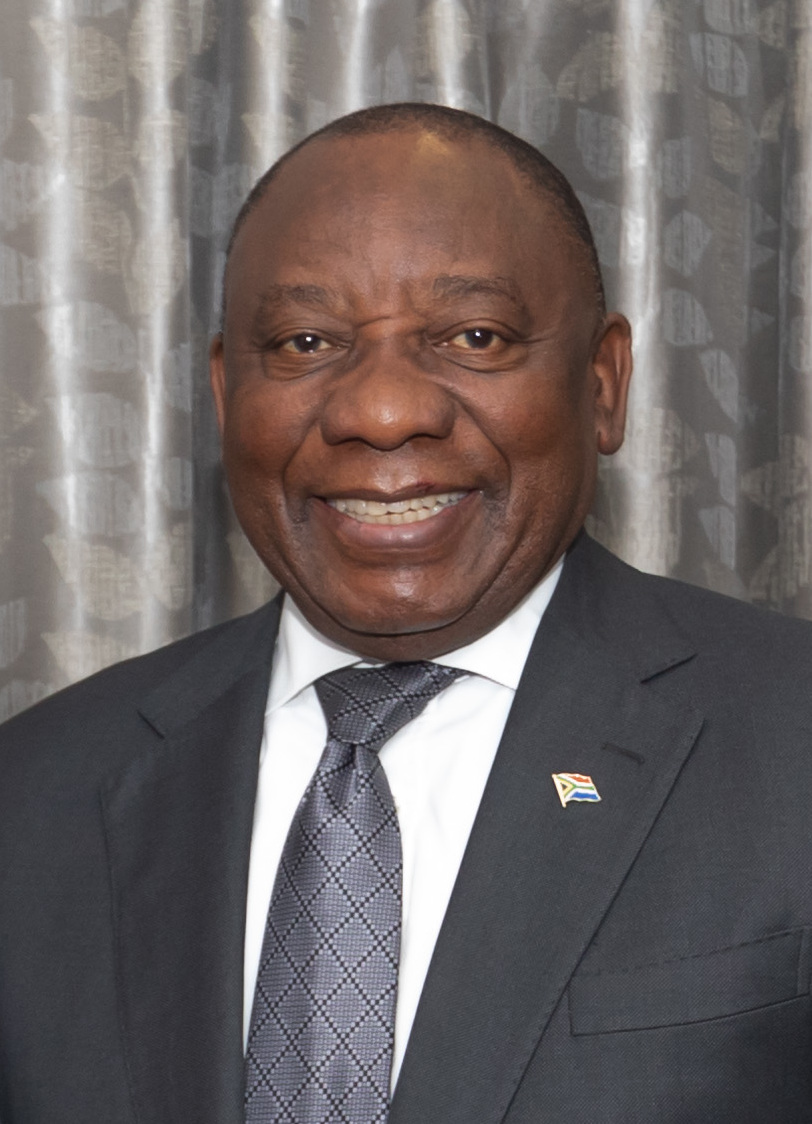
جنوب إفريقيا، سيريل رامافوزا، رئيس
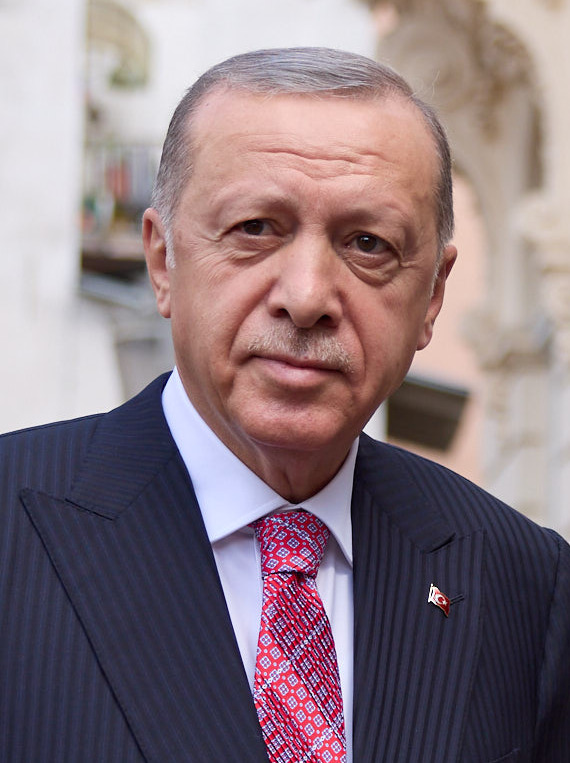
تركيا، رجب طيب أردوغان، رئيس
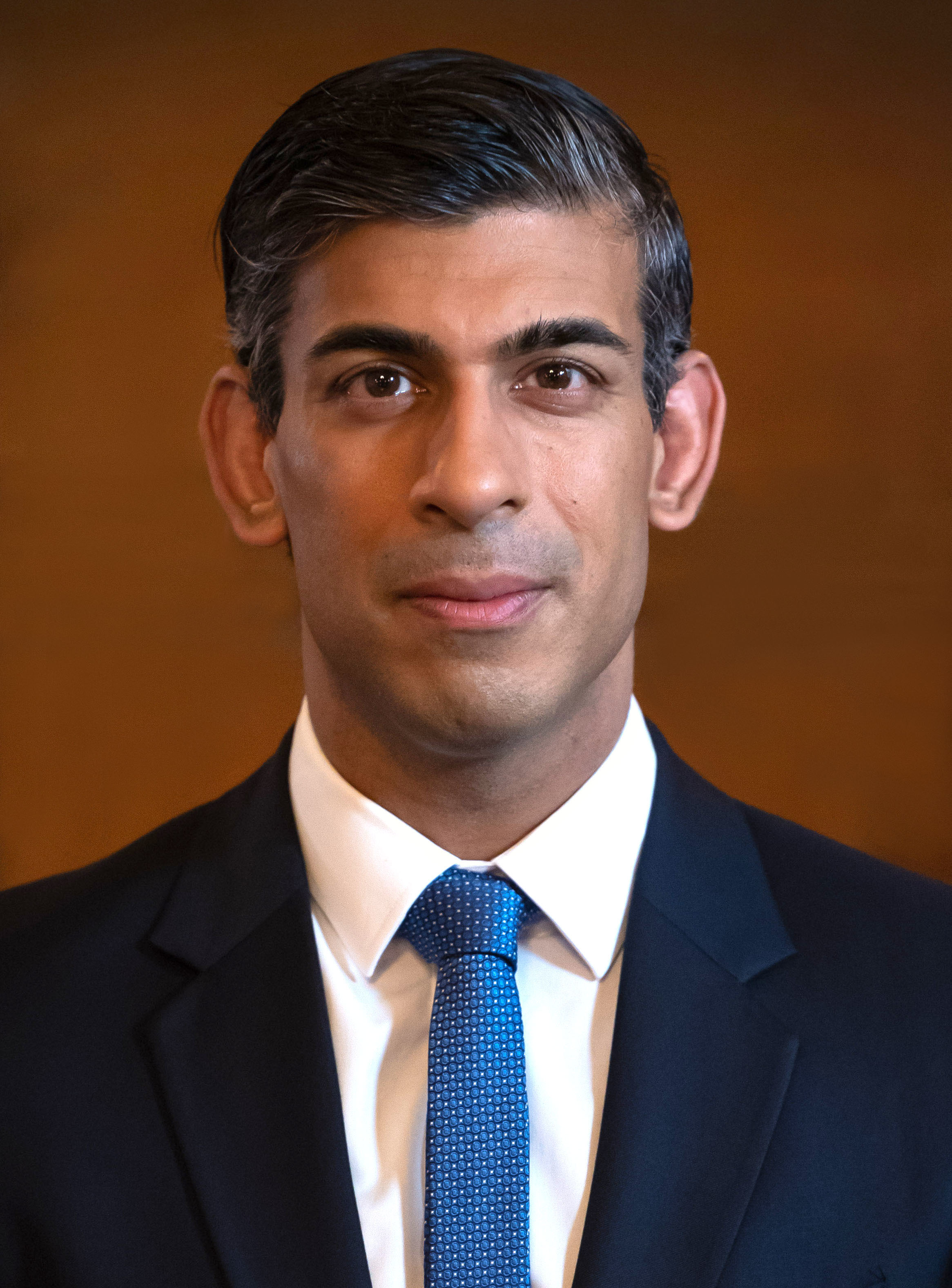
المملكة المتحدة، ريشي سوناك، رئيس الوزراء
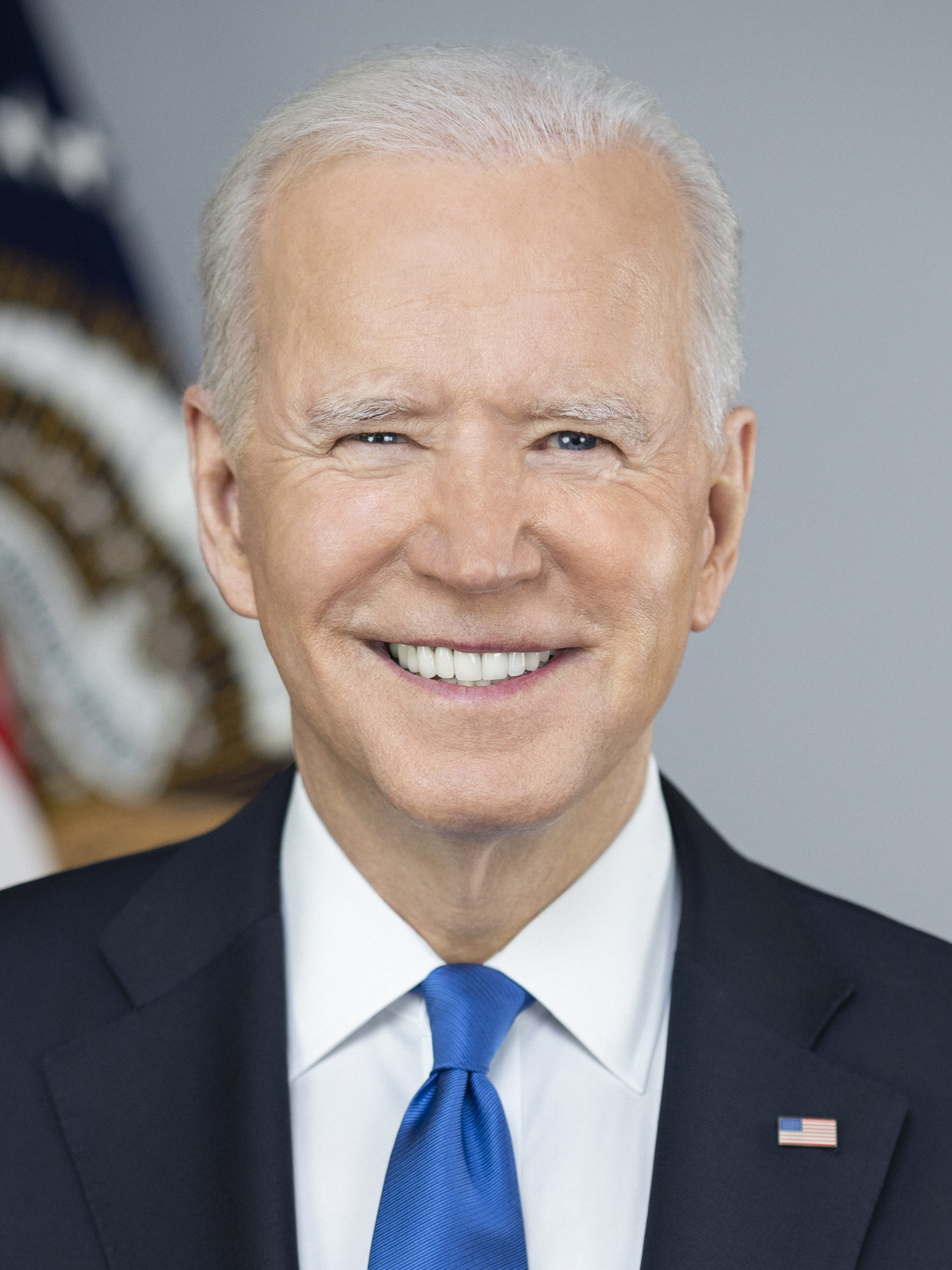
الولايات المتحدة، جو بايدن، رئيس
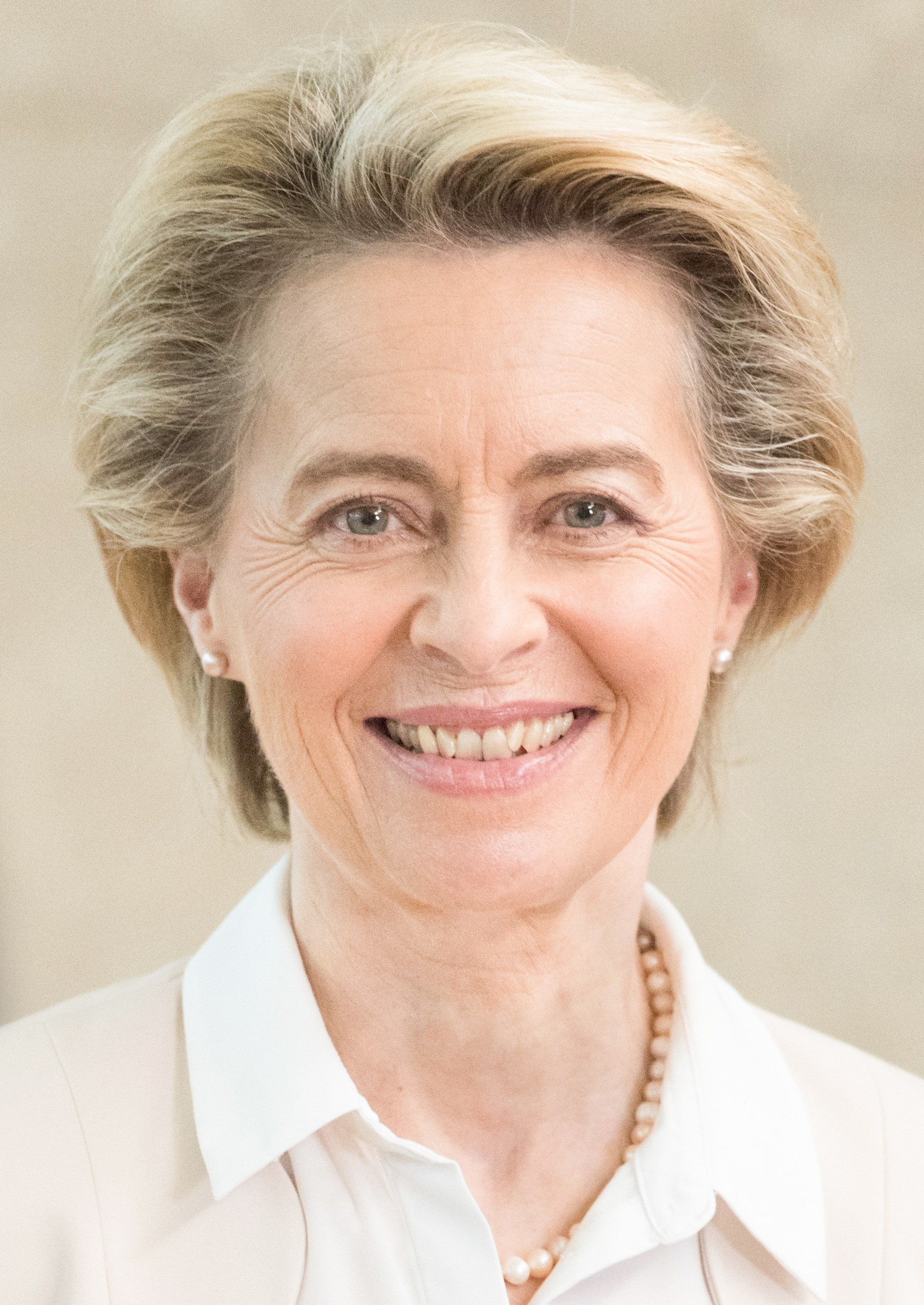
الاتحاد الأوروبي، أورسولا فون دير لاين، رئيسة المفوضية الأوروبية
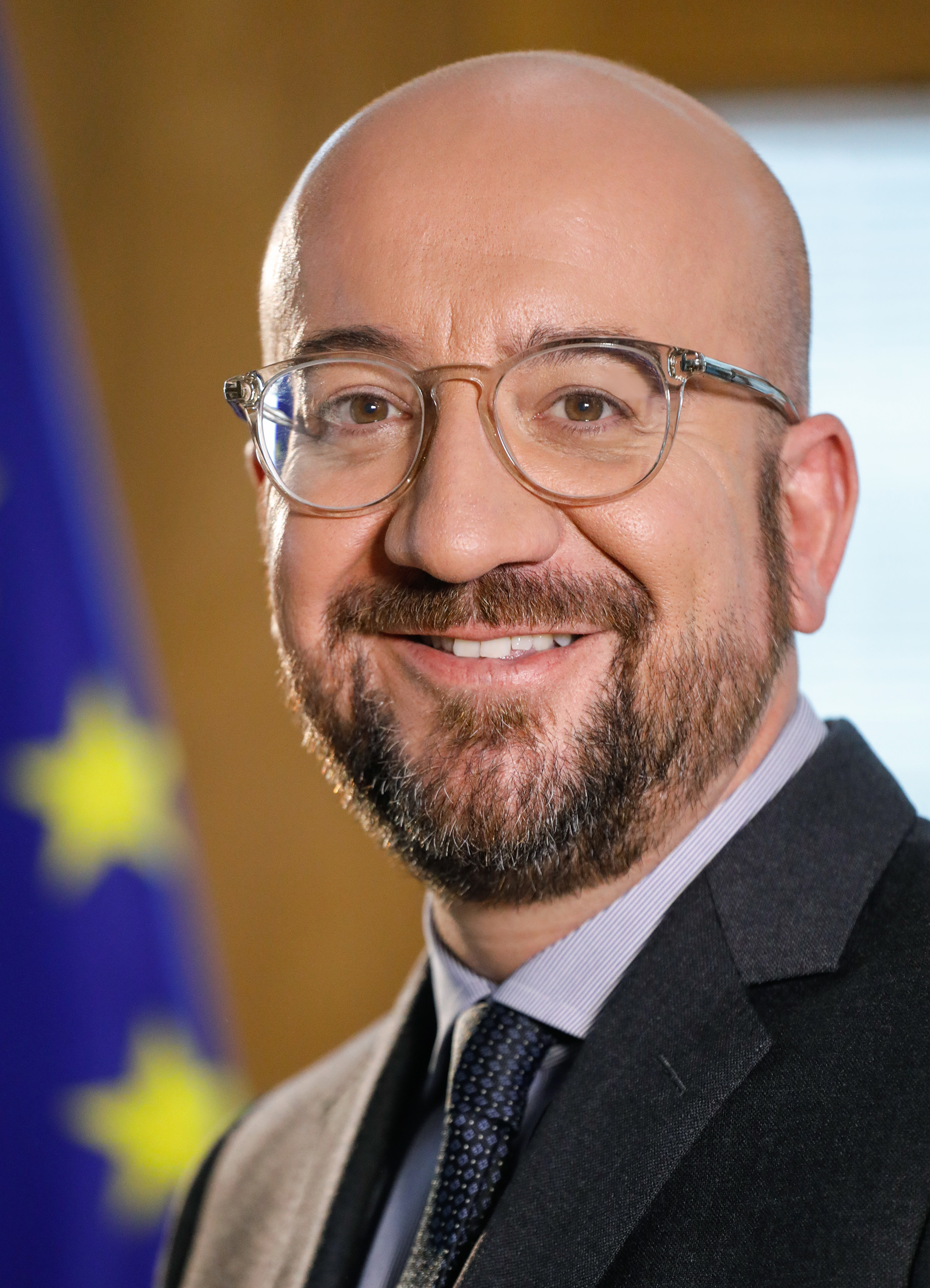
الاتحاد الأوروبي، شارل ميشيل، رئيس المجلس الأوروبي

## الضيوف المدعوين

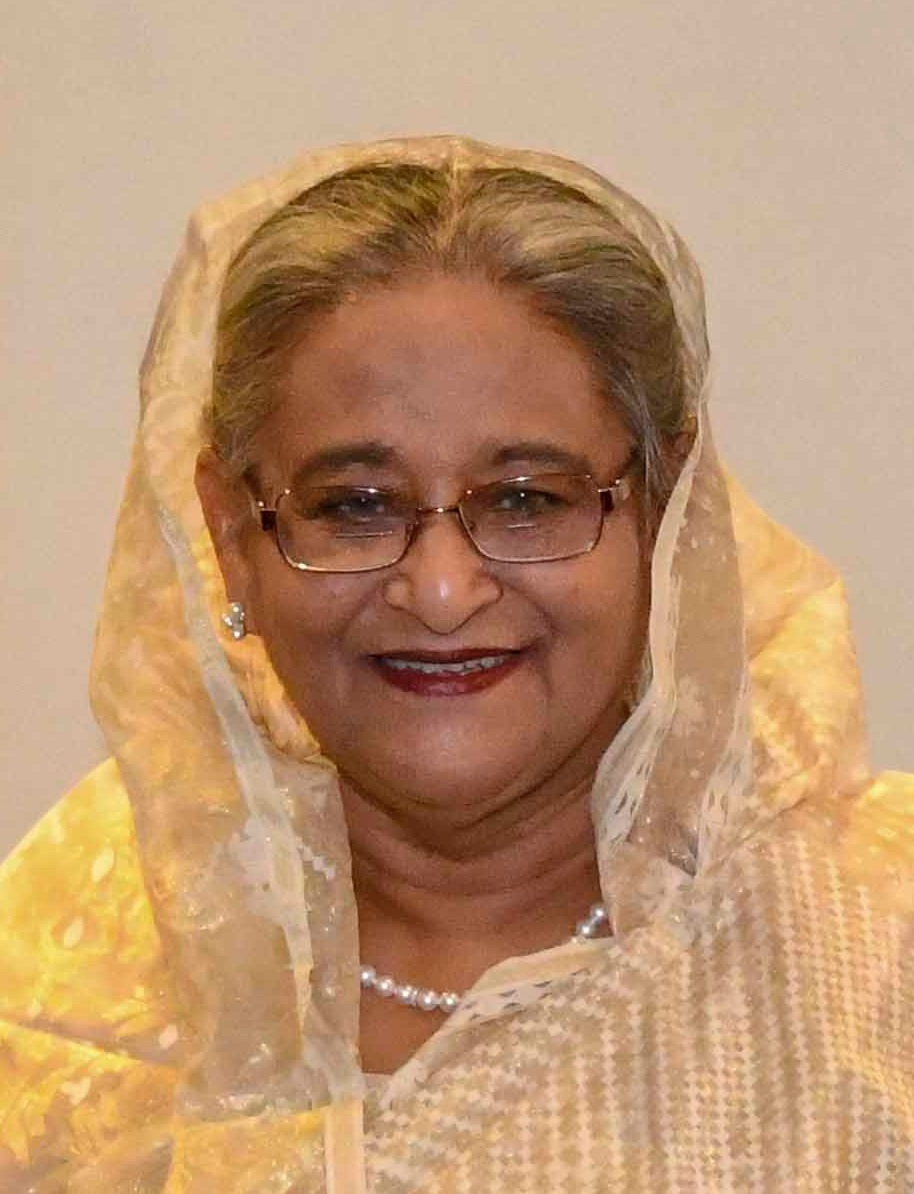
بنغلاديششيخة حسينة واجد، رئيس الوزراء
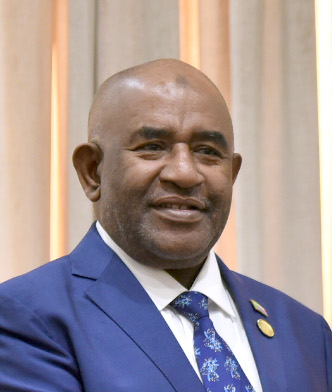
جزر القمرغزالي عثماني، رئيس، رئيس الاتحاد الأفريقي 2023
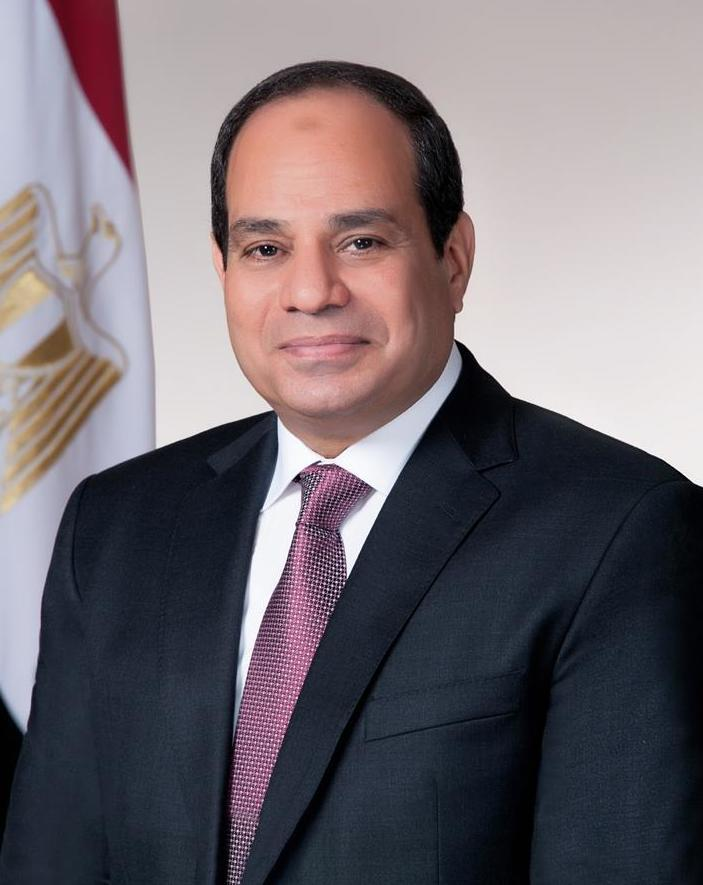
مصرعبد الفتاح السيسي، رئيس،[20] رئيس الشراكة الجديدة من أجل تنمية أفريقيا 2023
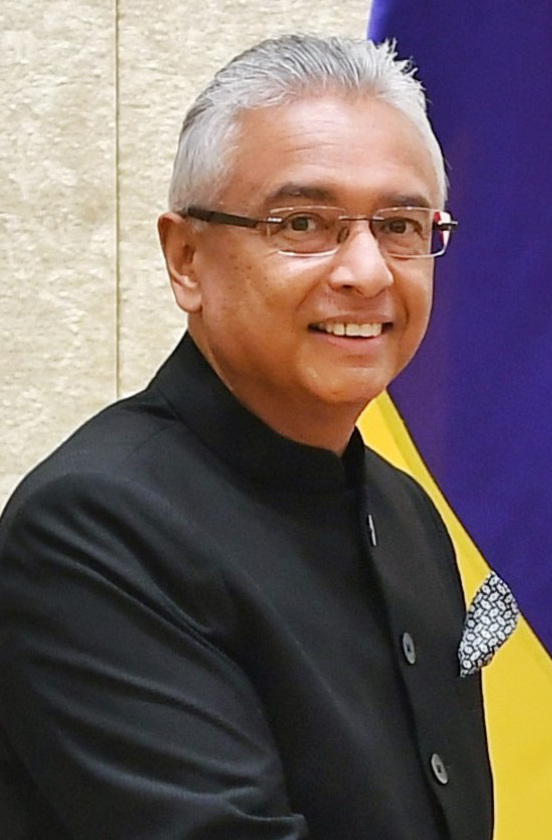
موريشيوسبرافيند جوغنوث، رئيس الوزراء
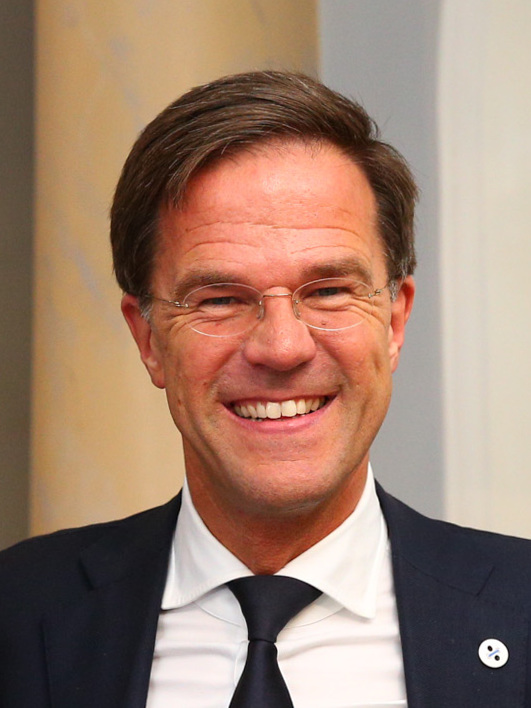
هولندامارك روته، رئيس الوزراء
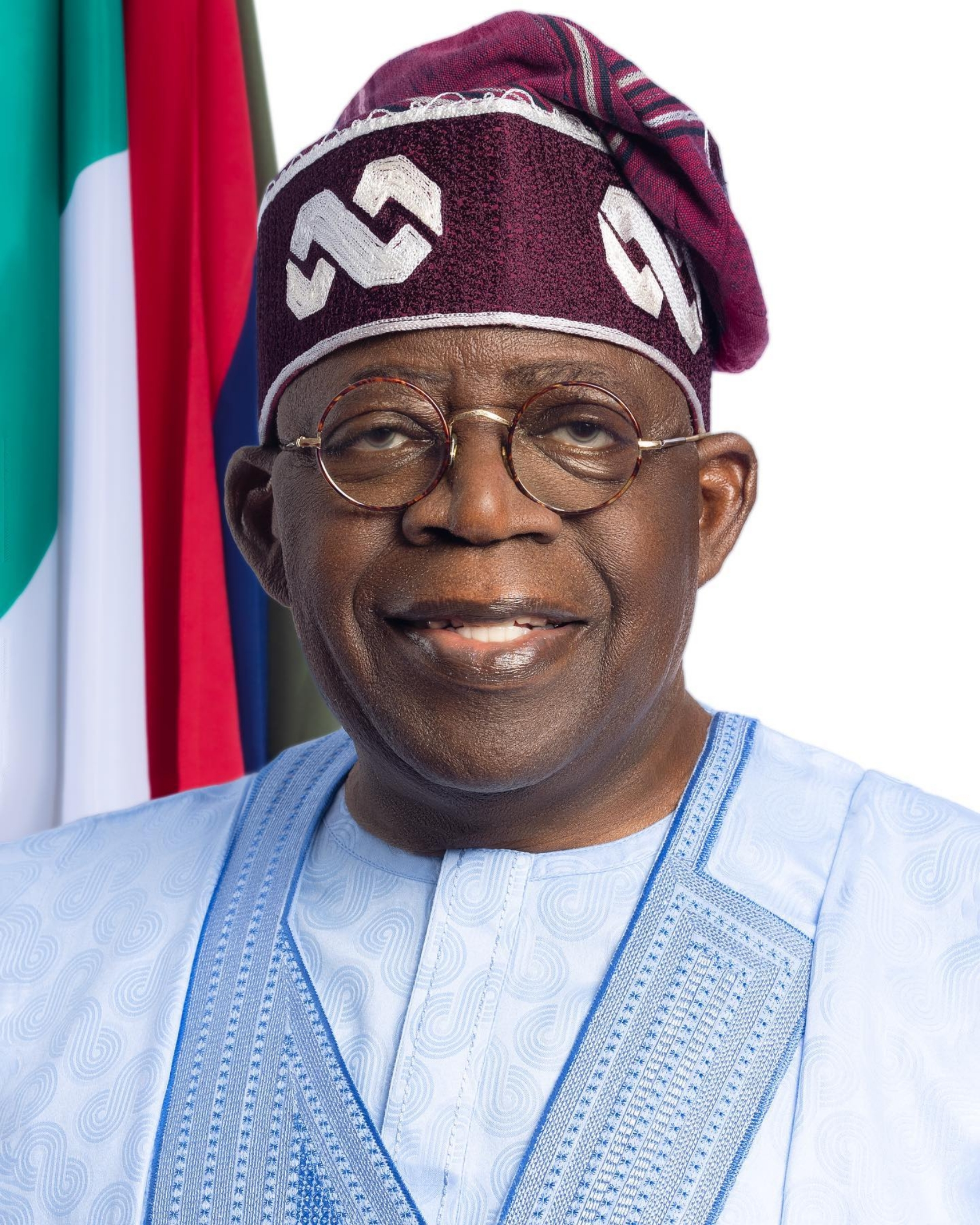
نيجيريابولا تينوبو، رئيس
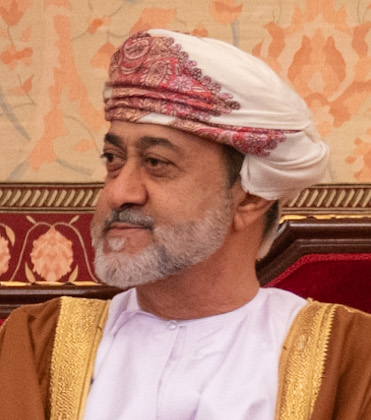
عُمانهيثم بن طارق، سلطان
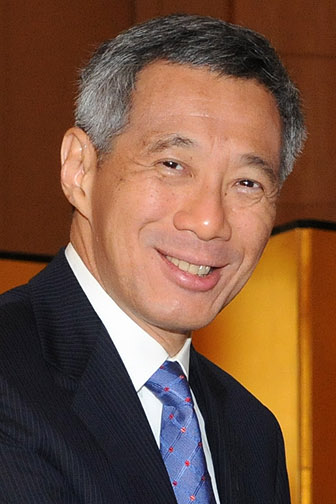
سنغافورةلي هسين لونغ، رئيس الوزراء
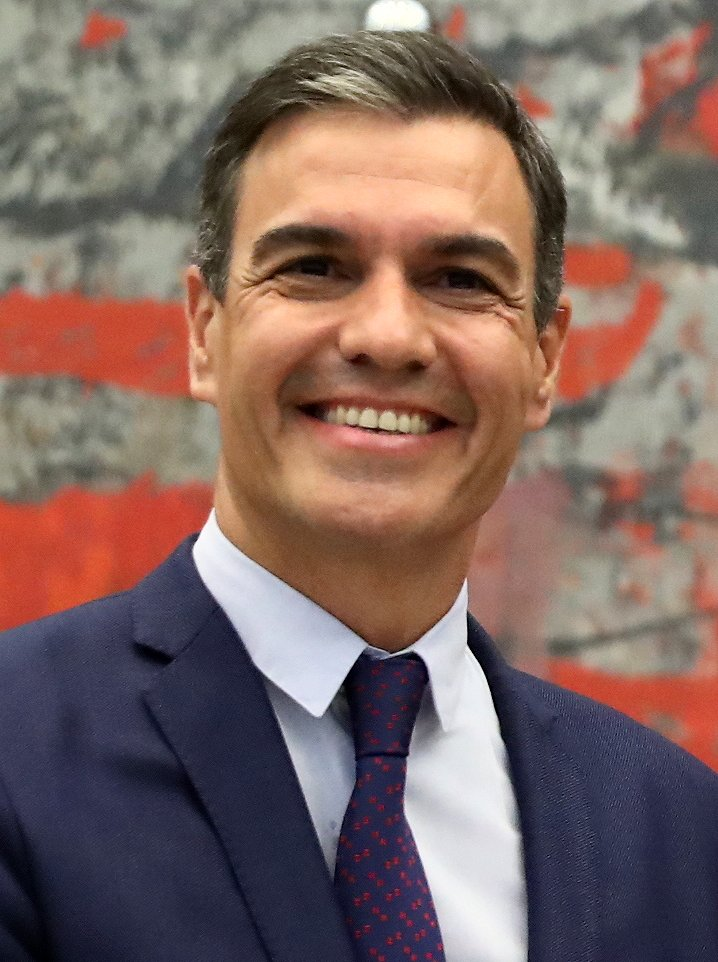
إسبانيابيدرو سانشيز، رئيس الوزراء،[20] ضيف دائم
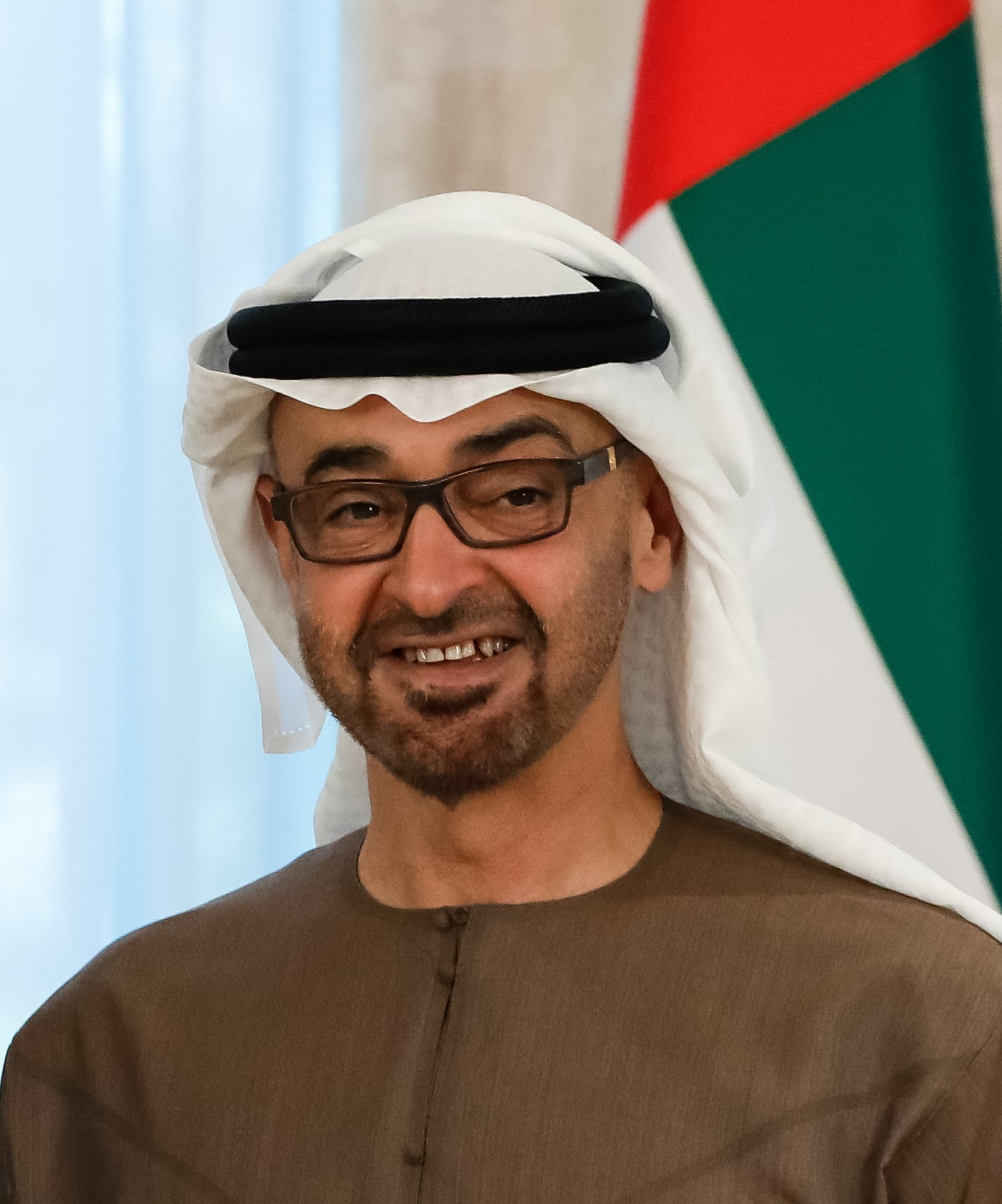
الإمارات العربية المتحدةمحمد بن زايد آل نهيان، رئيس

## ضيوف المنظمات الدولية المشاركة

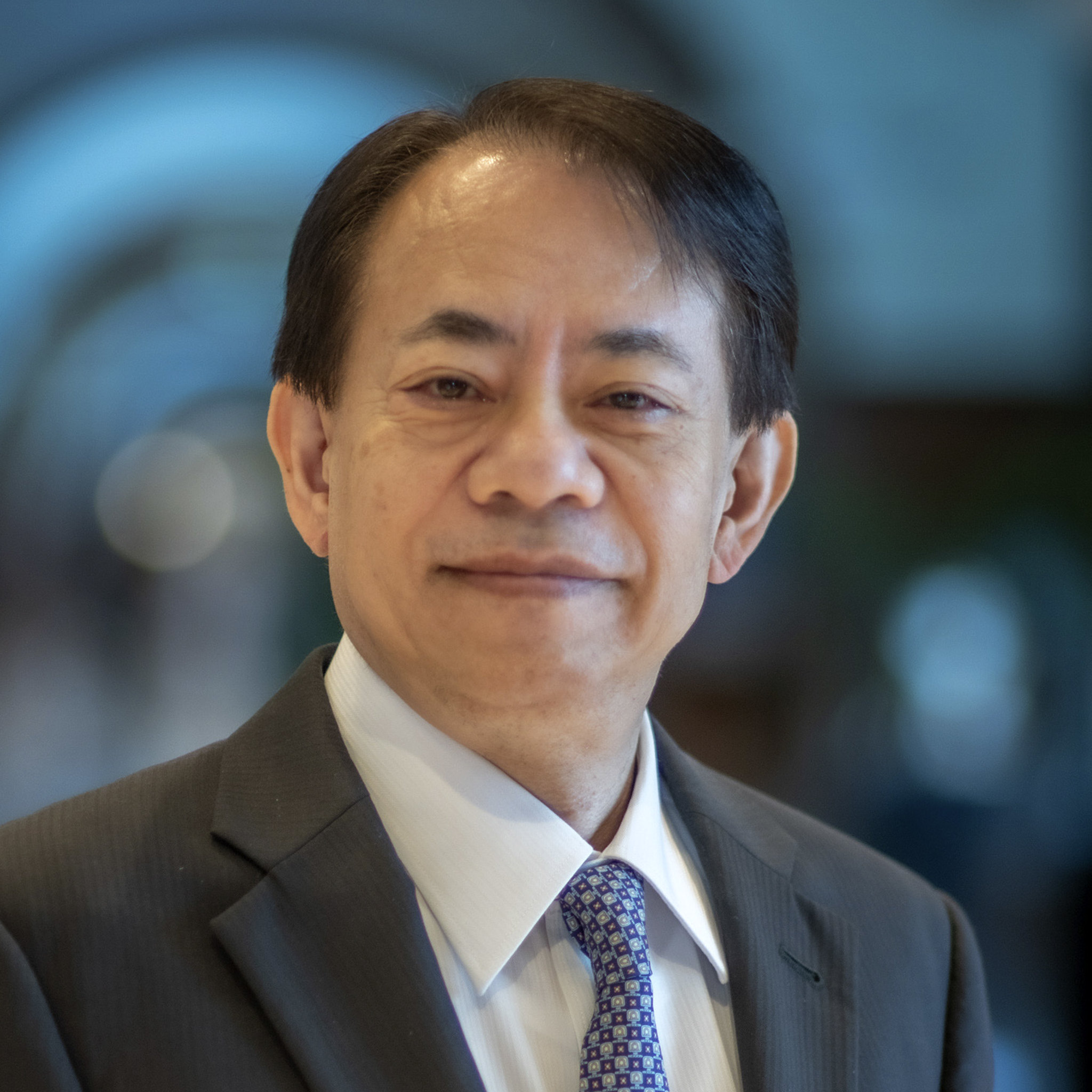
بنك التنمية الآسيوي[23] ماساتسوجو أساكاوا، رئيس
تحالف من أجل بنية تحتية مقاومة للكوارثأميت بروثي، المدير العامتحالف من أجل بنية تحتية مقاومة للكوارث[20]أميت بروثي، المدير العام
مجلس الإستقرار الماليكلاس كنوت، رئيس مجلس الإستقرار المالي[20]كلاس كنوت، رئيس
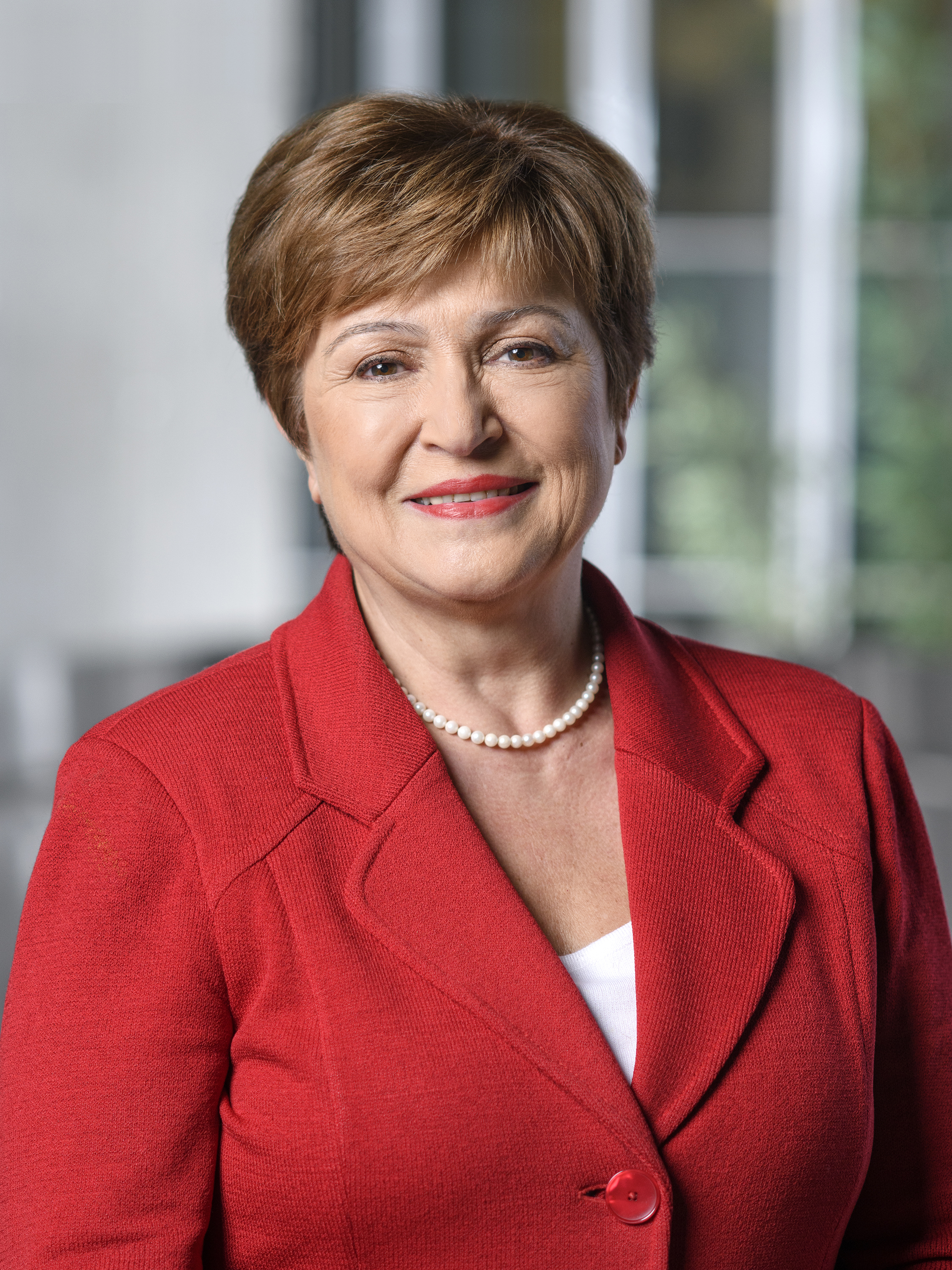
صندوق النقد الدولي[20] كريستينا جورجيفا، المدير العام
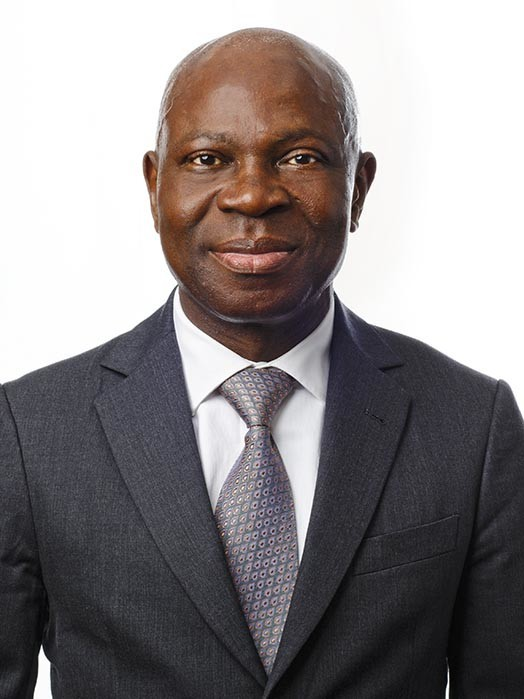
منظمة العمل الدولية[24] جيلبرت هونجبو، المدير العام
التحالف الدولي للطاقة الشمسية أجاي ماثور، الأمين العامالتحالف الدولي للطاقة الشمسية[20] أجاي ماثور، الأمين العام
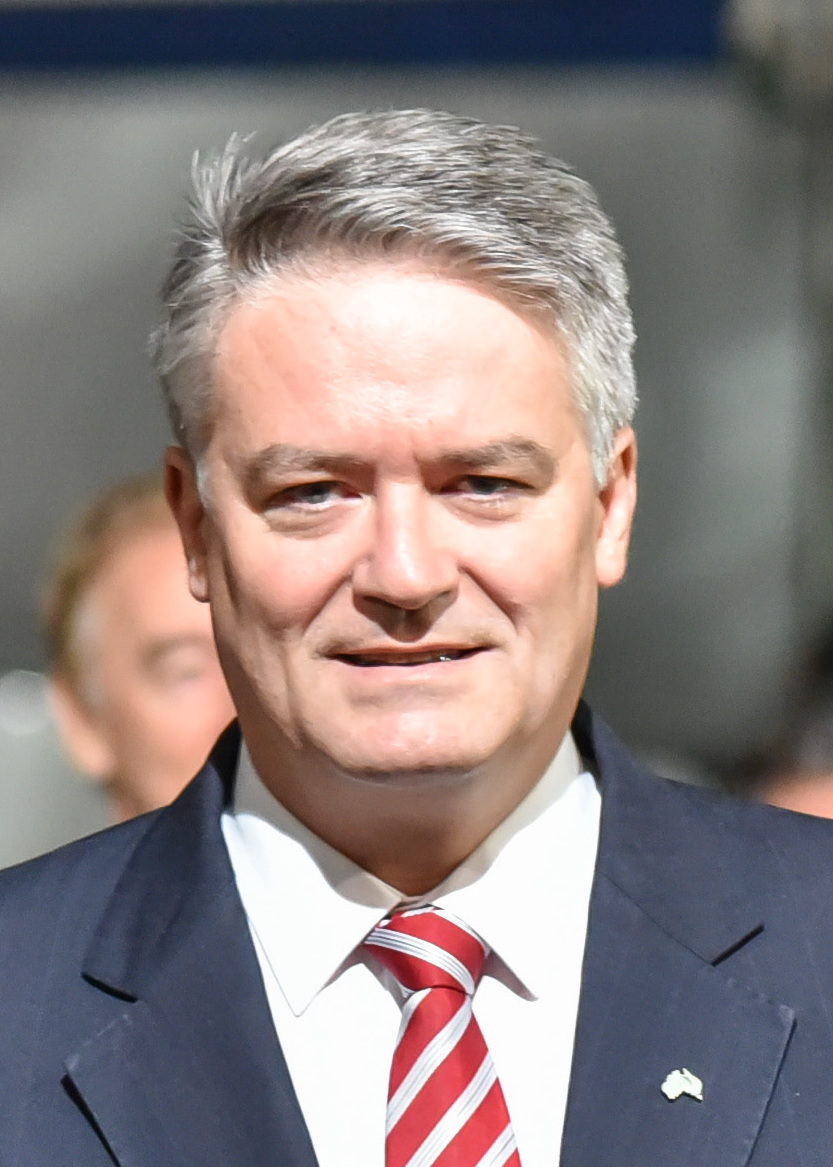
منظمة التعاون الاقتصادي والتنمية[23] ماتياس كورمان، الأمين العام
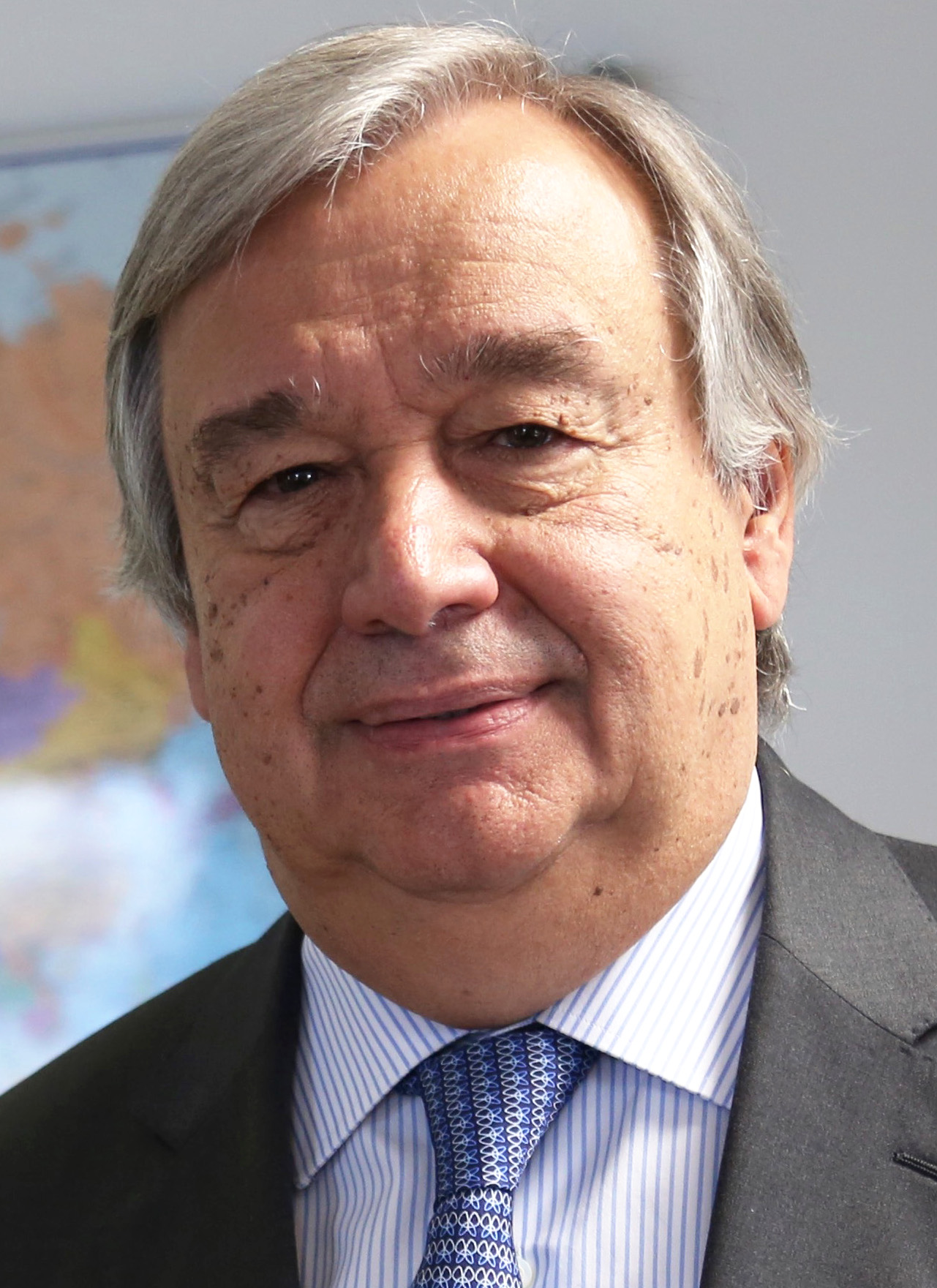
الأمم المتحدة[24]أنطونيو غوتيريش، الأمين العام
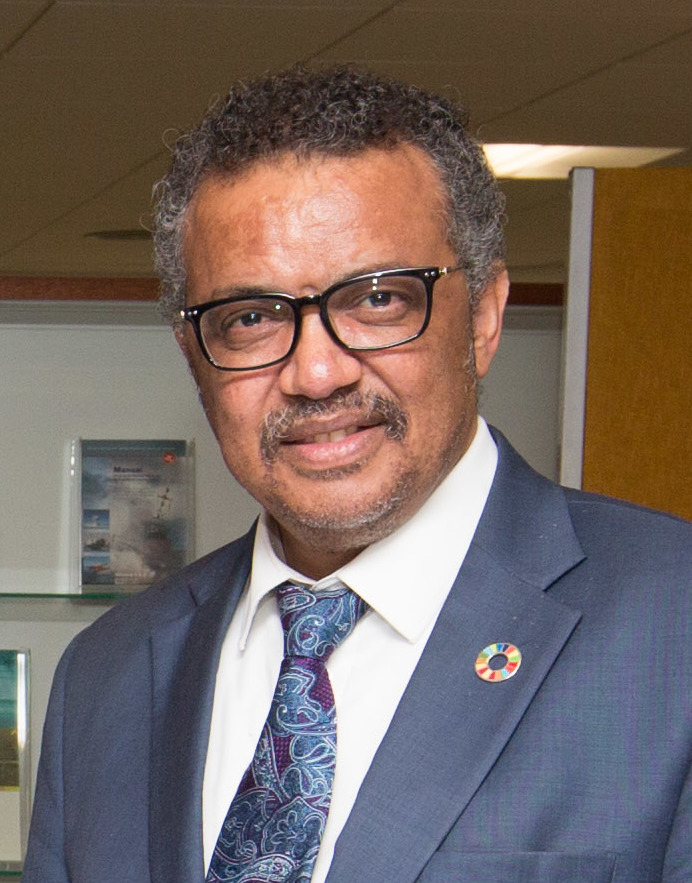
منظمة الصحة العالمية[23]تيدروس أدهانوم غيبريسوس، الأمين العام
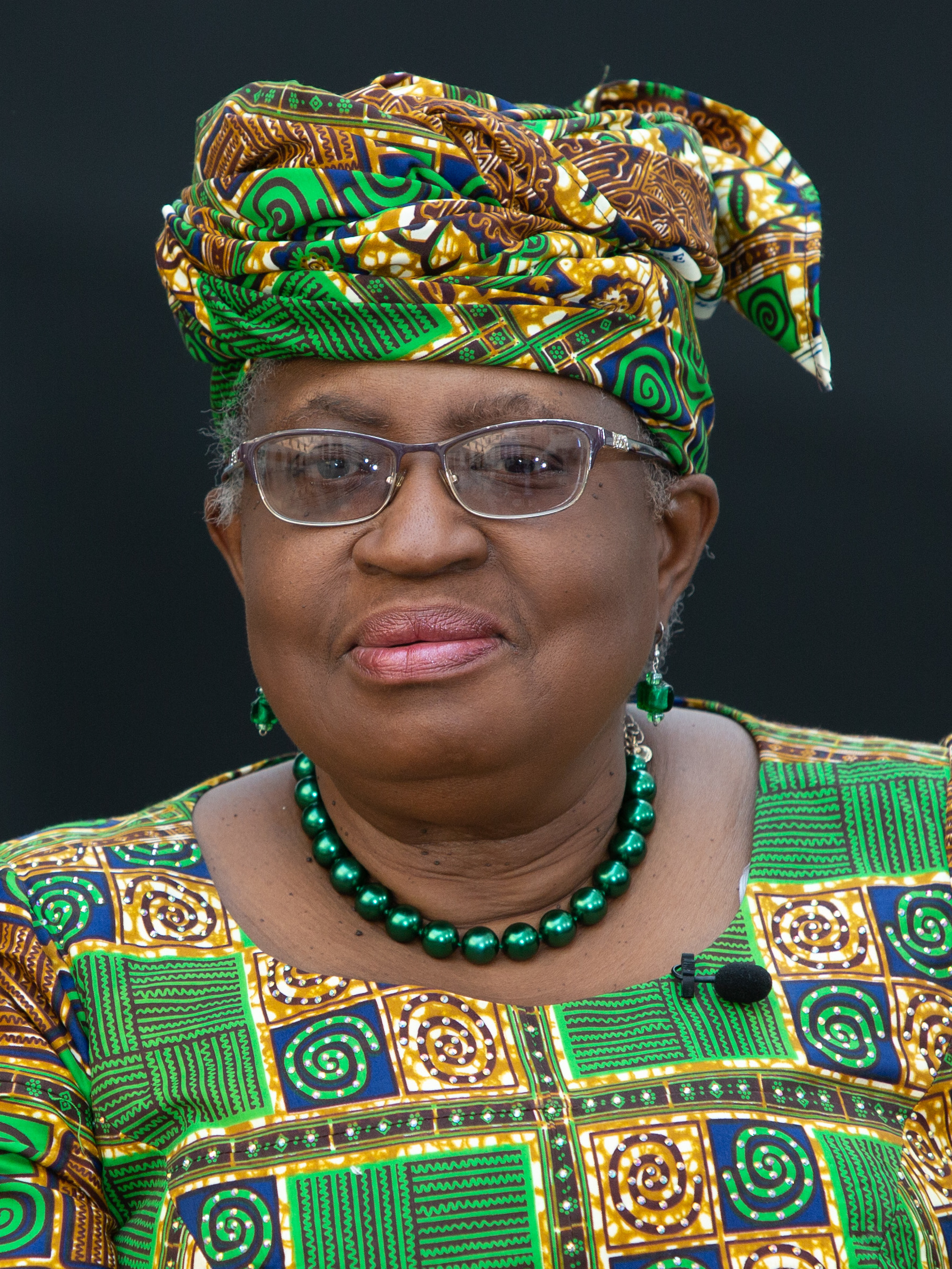
منظمة التجارة العالمية[23]نجوزي أوكونجو إيويالا، الأمين العام

## أنظر أيضا
- مؤتمر الأمم المتحدة للتغير المناخي 2023 (COP28)
- القمة الـ49 لمجموعة السبع
- الاتحاد الأفريقي